# Линия Сёнан-Синдзюку
Линия Сёнан-Синдзюку (яп. 湘南新宿ライン сё:нан синдзюку райн) — железнодорожная линия японского железнодорожного оператора East Japan Railway Company, линия не имеет специально построенных для неё путей и использует участки нескольких других линий компании, таких как Линия Рёмо, Линия Такасаки, Линия Уцуномия, Грузовая линия Яманотэ, Линия Йокосука и Линия Токайдо. Линия отмечается как целостная отдельная железнодорожная линия на железнодорожных схемах и указателях на станциях.

## Виды обслуживания

### Маршрут Линия Уцуномия—Линия Йокосука
- Линия Сёнан-Синдзюку Local (Линия Уцуномия: Local; Омия-Офуна: Local; Линия Йокосука: Local)
  - Начал действовать 1 декабря 2001 года.
  - Один состав в час между станциями Коганэи (иногда Уцуномия) и Дзуси; в часы-пик 2 — 3 состава в час. Также утром по будням составы ходят от/до станций Офуна и Кога.
  - Большинство составов состоит из 15-ти вагонов. Некоторые составы совершают остановку на станции Коганэи для разделения, 10-ти вагонная секция состава продолжает движение далее. Также некоторые составы из 10-ти вагонов проходят всю линию целиком.
- Линия Сёнан-Синдзюку Local / Линия Сёнан-Синдзюку Rapid (Линия Уцуномия: Rapid; Омия-Офуна: Local; Линия Йокосука: Local).
  - Начал действовать 16 октября 2004 года.
  - В первой половине дня составы ходят между станциями Уцуномия и Дзуси (иногда Офуна).
  - Большинство составов состоит из 15-ти вагонов. Некоторые составы совершают остановку на станции Коганэи для разделения, 10-ти вагонная секция состава продолжает движение далее. Также некоторые составы из 10-ти вагонов проходят всю линию целиком.

### Маршрут Линия Такасаки—Линия Токайдо
- Линия Сёнан-Синдзюку Local / Линия Сёнан-Синдзюку Rapid (Линия Такасаки: Local; Омия-Офуна: Rapid; Линия Токайдо: Local).
  - Начал действовать 1 декабря 2001 года.
  - Один состав в час между станциями Кагохара и Хирацука (иногда Кодзу). В часы пик 2 — 3 состава в час, также составы от/до станций Такасаки, Козу, и Одавара. Некоторые утренние составы, идущие в южном направлении, и вечерние составы, идущие в северном направлении, ходят от/до станции Маэбаси через линию Рёмо; один поезд по утрам в будние дни идёт от станции Фукая.
  - Кроме одного вечернего и одного утреннего составов, к югу от станции Кагохара все составы состоят из 15-ти вагонов, на станции Кагохара их разделяют, и далее к северу от станции продолжают движение составы из 10-ти вагонов. Поезд, идущий от станции Фукая, состоит из 15-ти вагонов.
- Линия Сёнан-Синдзюку Special Rapid (Линия Такасаки: Special Rapid; Омия-Офуна: Special Rapid; Линия Токайдо: Special Rapid)
  - Начал действовать 16 октября 2004 года.
  - Один состав в час. Кроме первого состава, идущего в северном направлении от станции Хирацука, все составы ходят по маршруту от станции Такасаки до станции Одавара.
  - За исключением двух составов по будням, к югу от станции Кагохара все составы состоят из 15-ти вагонов, на станции Кагохара их разделяют, и далее к северу от станции продолжают движение составы из 10-ти вагонов.
  - По выходным и праздникам два состава в обе стороны ходят до станции Атами.

## Станции
- Поезда останавливаются на станциях помеченных символом «●» и проезжают станции помеченные символом «｜».

| Название линии                 | Название линии                 | Станция                        | Японское название              | Расстояние (км)                | Расстояние (км)                | Виды обслуживания Сёнан-Синдзюку | Виды обслуживания Сёнан-Синдзюку | Виды обслуживания Сёнан-Синдзюку | Виды обслуживания Сёнан-Синдзюку | Пересадки | Расположение | Расположение |
| Официально                     | Физически                      | Станция                        | Японское название              | Между станциями                | От Синдзюку                    | Local                            | Local (*1)                       | Rapid (*2)                       | Special Rapid                    | Пересадки | Расположение | Расположение |
| ------------------------------ | ------------------------------ | ------------------------------ | ------------------------------ | ------------------------------ | ------------------------------ | -------------------------------- | -------------------------------- | -------------------------------- | -------------------------------- | --- | --- | --- |
|                                |                                |                                |                                |                                |                                |                                  |                                  |                                  |                                  | | | |
| Сквозное сообщение:            | Сквозное сообщение:            | Сквозное сообщение:            | Сквозное сообщение:            | Сквозное сообщение:            | Сквозное сообщение:            | Линия Уцуномия                   | Линия Уцуномия                   | Линия Такасаки                   | Линия Такасаки                   | ○Линия Уцуномия (Линия Тохоку): Коганэи и Уцуномия ○Линия Такасаки: Кагохара, Такасаки и Маэбаси (через линию Рёмо | ○Линия Уцуномия (Линия Тохоку): Коганэи и Уцуномия ○Линия Такасаки: Кагохара, Такасаки и Маэбаси (через линию Рёмо | ○Линия Уцуномия (Линия Тохоку): Коганэи и Уцуномия ○Линия Такасаки: Кагохара, Такасаки и Маэбаси (через линию Рёмо |
| По линиям Уцуномия и Такасаки: | По линиям Уцуномия и Такасаки: | По линиям Уцуномия и Такасаки: | По линиям Уцуномия и Такасаки: | По линиям Уцуномия и Такасаки: | По линиям Уцуномия и Такасаки: | Local                            | Rapid                            | Local                            | Special Rapid                    | | | |
| Линия Тохоку                   | Грузовая линия Тохоку          | Омия                           | 大宮                           | -                              | 27.4                           | ●                                | ●                                | ●                                | ●                                | East Japan Railway Company (JR East): Тохоку-синкансэн, Ямагата-синкансэн, Акита-синкансэн, Дзёэцу-синкансэн, Нагано-синкансэн, Линия Кэйхин-Тохоку, Линия Тохоку (Линия Уцуномия), Линия Такасаки, Линия Сайкё, Линия Кавагоэ Tobu Railway: Линия Нода Saitama New Urban Transit: New Shuttle                                         | Сайтама | Сайтама |
| Линия Тохоку                   | Грузовая линия Тохоку          | Акабанэ                        | 赤羽                           | 17.1                           | 10.3                           | ●                                | ●                                | ●                                | ●                                | JR East: Линия Тохоку (Линия Уцуномия Уэно), Линия Такасаки (Уэно), Линия Кэйхин-Тохоку, Линия Сайкё | Кита | Токио |
| Линия Яманотэ                  | Грузовая Линия Яманотэ         | Икэбукуро                      | 池袋                           | 5.5                            | 4.8                            | ●                                | ●                                | ●                                | ●                                | JR East: Линия Сайкё, Линия Яманотэ Seibu Railway: Линия Икэбукуро Tobu Railway: Линия Тодзё Tokyo Metro: Линия Маруноути (M-25), Линия Юракутё (Y-09), Линия Фукутосин (F-09) | Тосима | Токио |
| Линия Яманотэ                  | Грузовая Линия Яманотэ         | Синдзюку                       | 新宿                           | 4.8                            | 0.0                            | ●                                | ●                                | ●                                | ●                                | JR East: Линия Тюо (Скорая), Линия Тюо-Собу, Линия Яманотэ, Линия Сайкё Keio Corporation:Линия Кэйо, Новая Линия Кэйо Odakyu Electric Railway: Линия Одавара Seibu Railway: Линия Синдзюку (Сэйбу) (Сэйбу-Синдзюку) Tokyo Metro: Линия Маруноути (M-08) Toei: Линия Синдзюку (Toei) (S-01), Линия Оэдо (E-27, Синдзюку-Нисигути: E-01) | Синдзюку | Токио |
| Линия Яманотэ                  | Грузовая Линия Яманотэ         | Синдзюку                       | 新宿                           | 4.8                            | 0.0                            | ●                                | ●                                | ●                                | ●                                | JR East: Линия Тюо (Скорая), Линия Тюо-Собу, Линия Яманотэ, Линия Сайкё Keio Corporation:Линия Кэйо, Новая Линия Кэйо Odakyu Electric Railway: Линия Одавара Seibu Railway: Линия Синдзюку (Сэйбу) (Сэйбу-Синдзюку) Tokyo Metro: Линия Маруноути (M-08) Toei: Линия Синдзюку (Toei) (S-01), Линия Оэдо (E-27, Синдзюку-Нисигути: E-01) | Сибуя | Токио |
| Линия Яманотэ                  | Грузовая Линия Яманотэ         | Сибуя                          | 渋谷                           | 3.4                            | 3.4                            | ●                                | ●                                | ●                                | ●                                | JR East: Линия Сайкё, Линия Яманотэ Keio Corporation: Линия Инокасира Tokyu Corporation: Линия Дэнънэтоси, Линия Тоёко Tokyo Metro: Линия Гиндза (G-01), Линия Хандзомон (N-01), Линия Фукутосин (F-16) | | Токио |
| Линия Яманотэ                  | Грузовая Линия Яманотэ         | Эбису                          | 恵比寿                         | 1.6                            | 5.0                            | ●                                | ●                                | ●                                | ｜                               | JR East: Линия Сайкё, Линия Яманотэ Tokyo Metro: Линия Хибия (H-02) | | Токио |
| Линия Яманотэ                  | Грузовая Линия Яманотэ         | Осаки                          | 大崎                           | 3.6                            | 8.6                            | ●                                | ●                                | ●                                | ●                                | JR East: Линия Яманотэ Tokyo Waterfront Area Rapid Transit: Линия Ринкай | Синагава | Токио |
| Линия Токйдо                   | Линия Хинкаку                  | Ниси-Ои                        | 西大井                         | 5.6                            | 14.2                           | ●                                | ●                                | ｜                               | ｜                               | JR East: Линия Йокосука (Синагава) | Синагава | Токио |
| Линия Токйдо                   | Линия Хинкаку                  | Мусаси-Косуги                  | 武蔵小杉                       | 6.4                            | 20.6                           | ●                                | ●                                | ●                                | ●                                | JR East: Линия Намбу Tokyu Corporation: Линия Тоёко, Линия Мэгуро | Кавасаки | Канагава |
| Линия Токйдо                   | Линия Хинкаку                  | Син-Кавасаки                   | 新川崎                         | 2.7                            | 23.3                           | ●                                | ●                                | ｜                               | ｜                               | JR East: Линия Намбу (Касимада, не официально) | Кавасаки | Канагава |
| Линия Токйдо                   | пути линии Йокосука            | Иокогама                       | 横浜                           | 12.2                           | 35.5                           | ●                                | ●                                | ●                                | ●                                | JR East: Линия Кэйхин-Тохоку, Линия Нэгиси, Линия Иокогама, Линия Йокосука, Линия Токайдо (Токио) Tokyu Corporation: Линия Тоёко Keikyu Corporation (Кэйкю): Линия Кэйкю Sagami Railway (Сотэцу): Линия Сотэцу Yokohama Municipal Subway: Синяя Линия (B20) Yokohama Minatomirai Railway: Линия Минатомирай                            | Иокогама | Канагава |
| Линия Токйдо                   | пути линии Йокосука            | Ходогая                        | 保土ヶ谷                       | 3.0                            | 38.5                           | ●                                | ●                                | ｜                               | ｜                               | | Иокогама | Канагава |
| Линия Токйдо                   | пути линии Йокосука            | Хигаси-Тоцука                  | 東戸塚                         | 4.9                            | 43.4                           | ●                                | ●                                | ｜                               | ｜                               | | Иокогама | Канагава |
| Линия Токйдо                   | пути линии Йокосука            | Тоцука                         | 戸塚                           | 4.2                            | 47.6                           | ●                                | ●                                | ●                                | ●                                | JR East: Линия Токайдо Yokohama Municipal Subway: Синяя Линия (B06) | Иокогама | Канагава |
| Линия Токйдо                   | (*3)                           | Офуна                          | 大船                           | 5.6                            | 53.2                           | ●                                | ●                                | ●                                | ●                                | JR East: Линия Токайдо (сквозное сообщение), Линия Йокосука (сквозное сообщение), Линия Нэгиси Shōnan Monorail | Иокогама | Канагава |
| Линия Токйдо                   | (*3)                           | Офуна                          | 大船                           | 5.6                            | 53.2                           | ●                                | ●                                | ●                                | ●                                | JR East: Линия Токайдо (сквозное сообщение), Линия Йокосука (сквозное сообщение), Линия Нэгиси Shōnan Monorail | Камакура | Канагава |
| По линиям Йокосука и Токайдо:  | По линиям Йокосука и Токайдо:  | По линиям Йокосука и Токайдо:  | По линиям Йокосука и Токайдо:  | По линиям Йокосука и Токайдо:  | По линиям Йокосука и Токайдо:  | Local                            | Local                            | Local                            | Special Rapid                    | | | |
| Сквозное сообщение:            | Сквозное сообщение:            | Сквозное сообщение:            | Сквозное сообщение:            | Сквозное сообщение:            | Сквозное сообщение:            | Линия Йокосука                   | Линия Йокосука                   | Линия Токайдо                    | Линия Токайдо                    | ○Линия Йокосука: Дзуси (для некоторых составов Офуна — конечная) ○Линия Токайдо: Хирацука, Кодзу и Одавара | ○Линия Йокосука: Дзуси (для некоторых составов Офуна — конечная) ○Линия Токайдо: Хирацука, Кодзу и Одавара         | ○Линия Йокосука: Дзуси (для некоторых составов Офуна — конечная) ○Линия Токайдо: Хирацука, Кодзу и Одавара         |

1. ↑  Линия Сёнан-Синдзюку делит пути с линией Сайкё на участке от станции Икэбукуро до станции Осаки.
2. 1 2  При расчёте тариф считается что поезда на участке Ниси-Ои — Осаки проезжают станцию Синагава
3. ↑  В некоторые выходные дни и праздники два скорых состава доезжают до станции Атами

- *1: Поезда идущие в южном направлении маркируются как «Rapid» на участке между станциями Уцуномия и Омия и как «Local» на участке от станции Омия до станции Дзуси. Поезда идущие в северном направлении маркируются как «Local» на участке между станциями Дзуси и Осаки и как «Rapid» на участке от станции Осаки до станции Уцуномия.
- *2: Поезда идущие в южном направлении маркируются как «Local» на участке между станциями Маэбаси и Омия, «Rapid» научастке Омия — Тоцука, и «Local» на участке Тоцука — Одавара. Поезда идущие в северном направлении маркируются как «Rapid» на участке между станциями Одавара и Осаки и «Local» на участке Осаки — Маэбаси.
- *3: На участке от станции Тоцука до станции Офуна, составы идущие далее по линии Токайдо используют пути линии Токайдо, и идущие далее по линии Ёкосука использую пути линии Ёкосука.

## Подвижной состав
Первоначально на линии использовались вагоны серий 115 series, 211 series, 215 series (двухэтажный), E217 series, и E231 series, но в 2004 году подвижной состав был стандартизирован — остались только вагоны серии E231 series, также в составах по два двухэтажных вагона с местами повышенной комфортности.